# São José dos Campos-Kuota
São José dos Campos-Kuota é uma equipa ciclista do Brasil. Durante 2010 até setembro o nome foi Scott-Marcondes César-São José dos Campos denominação com a qual conseguiu todas os seus lauros na América.

## História

### Entrada no profissionalismo
Obteve a licença Continental em 2007 e nesse ano conseguiu localizar-se segundo na classificação do UCI America Tour. Ainda que para 2009 devido à crise mundial e problemas financeiros perdeu a licença.

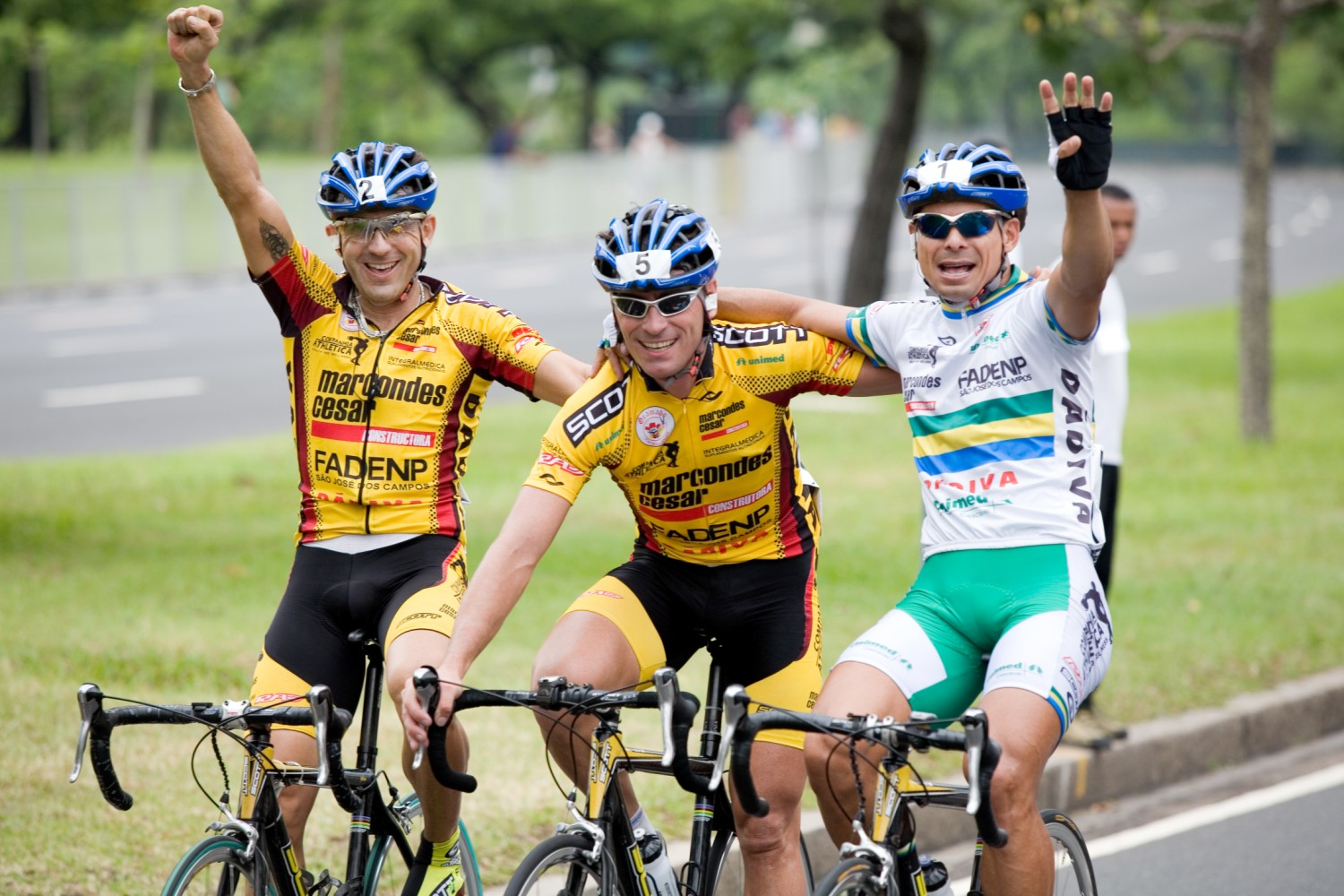
Daniel Rogelim, Marcio May e Nilceu Santos em 2008

### Profissional Continental
Em 2010 voltou a recuperar a licença e fez história no ciclismo brasileiro ao ser a primeira equipa Profissional Continental (estrutura completamente profissional) desse país. Conquanto como não se aderiram ao passaporte biológico não puderam disputar nenhuma carreira do UCI World Calendar ainda que se correu uma carreira de categoria .HC do UCI Europe Tour ao que no passado tiveram proibida a sua participação por estar em outra categoria menor, esta foi o Volta à Turquia.
Em meados de ano problemas económicos ao retirarem-se patrocinadores deixaram ao clube numa profunda crise que foi denunciada pelos próprios ciclistas como Luciano Pagliarini, até que finalmente a 20 de agosto a UCI suspendeu à equipa até novo aviso.
Conquanto vários ciclistas foram-se da equipa, ficou uma base de corredores que apoiados pela municipalidade de São José dos Campos, continuaram com o projecto ciclístico baixo o novo nome já oficialmente fora da equipa profissional mas dentro da mesma equipa de categoria amador. Conseguiram-se novos patrocinadores e espera-se que cedo se recupere a licença Continental.
A UCI, por sua vez, tentou pagar os contratos dos corredores que tinham denunciado a falta de pagamentos mediante o aval que depositam as equipas para obter a licença, no entanto, dito aval resultou ser falso pelo que a equipa obteve a licença Profissional Continental (segunda divisão) de maneira fraudulenta.

## Classificações UCI
A partir de 2005 a UCI instaurou os Circuitos Continentais da UCI, onde a equipa tem estado nos anos que este tem sido profissional (2007, 2008 e 2010), registado dentro do UCI America Tour. Estando nas classificações do UCI America Tour Ranking e UCI Europe Tour Ranking. As classificações da equipa e do seu ciclista mais destacado são as seguintes:
| Temporada                | Classificação por equipas | Melhor corredor na classificação individual | Posição |
| 2006-2007 (America Tour) | 2º                        | Nilceu Santos                               | 5º      |
| 2007-2008 (America Tour) | 10º                       | Edgardo Simón                               | 43º     |
| 2009-2010 (America Tour) | 9º                        | Jorge Giacinti                              | 40º     |
| 2009-2010 (Europe Tour)  | -                         | -                                           | -       |

## Palmarés

### Palmarés de 2010
| Datas           | Carreiras                                               | Ganhador                  |
| 16 de fevereiro | 1.ª etapa de Rutas de América                           | Luciano Pagliarini        |
| 20 de fevereiro | 5.ªa etapa de Rutas de América                          | Luciano Pagliarini        |
| 20 de fevereiro | 5.ªb etapa de Rutas de América                          | Magno Nazaret (CRI)       |
| 21 de fevereiro | 6ª etapa de Rutas de América                            | Luciano Pagliarini        |
| 15 de março     | Prólogo do Giro do Interior de São Paulo                | Jorge Giacinti (CRI)      |
| 19 de março     | 4ª etapa do Giro do Interior de São Paulo               | Nilceu Santos             |
| 2 de abril      | Campeonato da Argentina Contrarrelógio                  | Matias Medici             |
| 5 de junho      | 4ª etapa da Volta Ciclística Internacional do Paraná    | Jorge Giacinti            |
| 6 de junho      | 5ª etapa do Volta Ciclística Internacional do Paraná    | Matías Medici             |
| 25 de junho     | Campeonato de Brasil Contrarrelógio                     | Luiz Amorim Tavares (CRI) |
| 9 de julho      | Prova Ciclística 9 de Julho                             | Francisco Chamorro        |
| 20 de outubro   | 5ª etapa do Tour do Brasil/Volta do Estado de São Paulo | Francisco Chamorro        |

- Em rosa a carreira profissional que ganhou como amador, uma vez lhe tiraram a licença profissional.

## Plantel

### Elenco de 2010
| Nome                | Nascimento | Nacionalidade | Equipa de 2009                                      |
| Wagner Alves        | 2/08/1980  | Brasil        | Neoprofissional                                     |
| Armando Camargo     | 8/08/1982  | Brasil        | Memorial-Fupes-Santos (em 2007)                     |
| Francisco Chamorro  | 7/08/1981  | Argentina     | Neoprofissional                                     |
| Robson Dias         | 14/09/1983 | Brasil        | Memorial-Fupes-Santos (em 2007)                     |
| Jorge Giacinti      | 21/06/1974 | Argentina     | Scott-Marcondes César-São José dos Campos (em 2008) |
| Soelito Gohr        | 14/09/1973 | Brasil        | Scott-Marcondes César-São José dos Campos (em 2007) |
| Tiego Gasparotto    | 23/04/1988 | Brasil        | Neoprofissional                                     |
| Matías Medici       | 25/06/1975 | Argentina     | Scott-Marcondes César-São José dos Campos (em 2008) |
| Maicke Monteiro     | 27/10/1988 | Brasil        | Neoprofissional                                     |
| Fabricio Morandi    | 28/04/1981 | Brasil        | Scott-Marcondes César-São José dos Campos (em 2008) |
| Mauricio Morandi    | 28/04/1981 | Brasil        | Scott-Marcondes César-São José dos Campos (em 2008) |
| Magno Nazaret       | 17/01/1986 | Brasil        | Scott-Marcondes César-São José dos Campos (em 2008) |
| Luciano Pagliarini  | 18/04/1978 | Brasil        | Scott-American Beef (em 2008)                       |
| Daniel Rogelin      | 13/10/1972 | Brasil        | Scott-Marcondes César-São José dos Campos (em 2008) |
| Renato Ruiz         | 9/07/1981  | Brasil        | Neoprofissional                                     |
| Nilceu Santos       | 14/07/1977 | Brasil        | Scott-Marcondes César-São José dos Campos (em 2008) |
| Andrei Sartassov    | 10/11/1975 | Rússia        | Selle Italia-Serramenti Diquigiovanni (em 2006)     |
| Luiz Amorim Tavares | 27/03/1977 | Brasil        | Scott-Marcondes César-São José dos Campos (em 2007) |

1. 1 2  Desde o 1 de outubro.
2. 1 2 3 4 5 6 7 8 9  Até o 20 de agosto.
3. 1 2 3 4  O 10 de outubro alinhou pela Funvic-Pindamonhangaba.
4. 1 2  Alinhou pelo CESC/São Caetano (equipa amador).